# Bushenyi
Bushenyi  este un oraș  în  Uganda. Este reședinta  districtului Bushenyi.